# 1800年公约
1800年公约或莫特方丹条约，在美国和法国第一共和国间签署，结束了1798-1800年的“美法短暂冲突”，“美法短暂冲突”是一场主要在加勒比地区发生的未宣而战的海战，该冲突终止了《法美同盟条约》。

## 背景
法国和美国之间的《法美同盟条约》曾經承诺，作为对法国此前在美国独立战争对美方支持的回报，美国将保护法国在加勒比地区的财产免受外国侵略。这意味美国必须在1792-1797年期间支持法国对抗包括英国和荷兰在内的对手，这些法国的对手是在加勒比海有基地的海上大国。
但美国国会几乎无人支持此行动，因为中立使得北方船主得以赚取巨额利润以逃避英国的封锁，南方种植园主则担心法国1794年废除奴隶制的先例会被美国效仿。美方认为1793年法国路易十六被斩首已經使当时协议（《法美同盟条约》）无效，1794年的《中立法》撤销美方在1778年条约中对法国应該负有的军事义务。法国接受这一点，但前提是美方做到“善意中立”，即法国的私掠船将被允许进入美国港口，被劫持的英国船只可以在美国市场上出售，反之则不然（即英国劫掠船只不可进入美国港口，劫掠到的法国船不在美国公开出售）。当1795年美英《杰伊条约》中的商业条款直接与1778年美法《友好与商业条约》相抵触时，很快明显显示这并非美国保持“中立”的方式。
当美国推迟偿还在革命战争期间向法国所借贷款时，法国开始扣押与英属西印度群岛进行贸易的美国船只作为报复。这一行动和因为在1797年被称为XYZ事件的外交争端的愤怒，导致美国国会废除1778年两项对法条约，并于1798年7月7日授权在美国海域攻击法国军舰。这导致1798年至1800年的美法短暂冲突；殖民地独立后已經大部分被拆除的美国海军，在英国皇家海军有限支持下，很快得以重建并在战斗中获得上风。

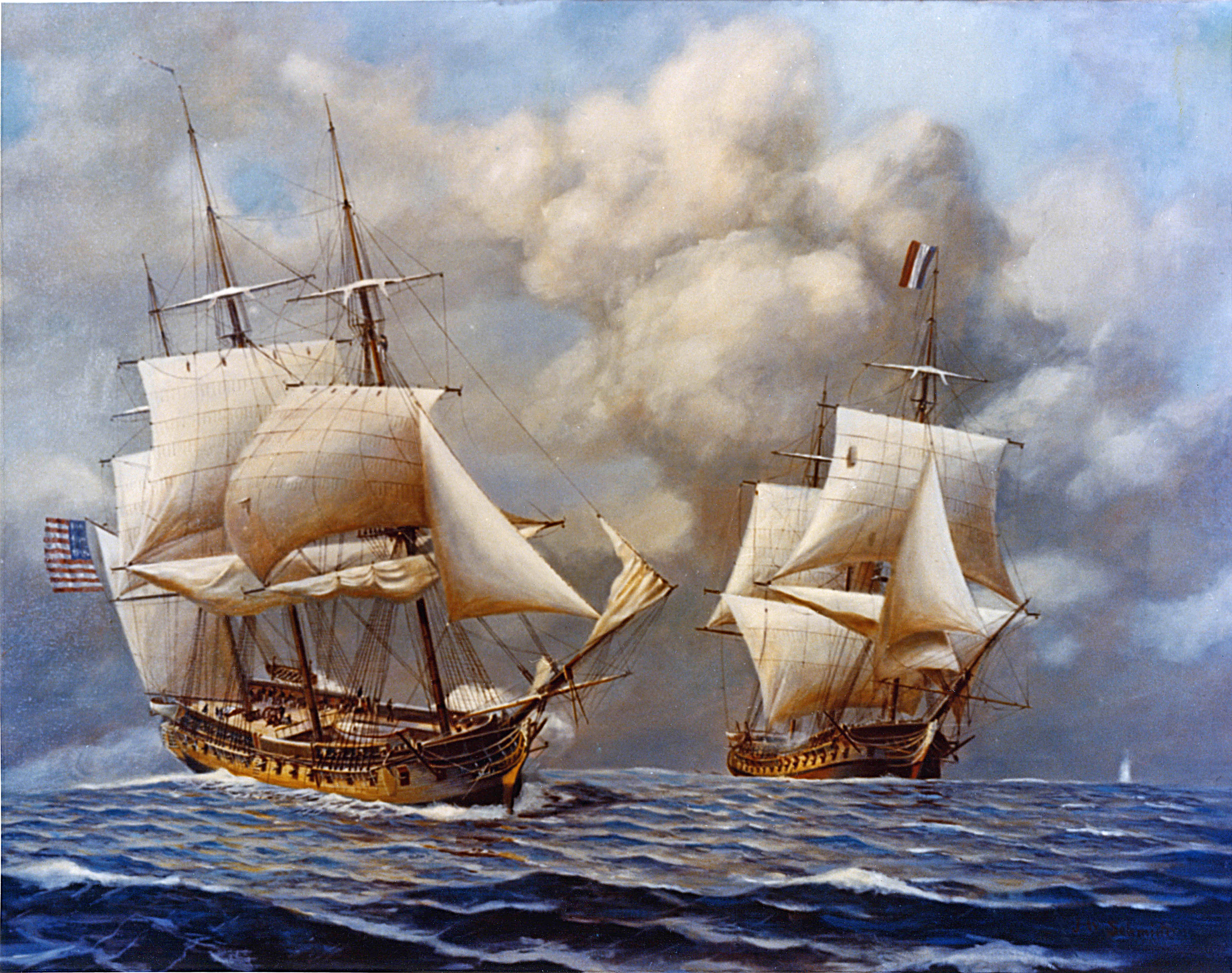
“星座”号军舰；美法短暂冲突导致美国海军重生

尽管如此，总统约翰·亚当斯仍然继续寻求外交解决方案；除了美法短暂冲突的战争代价外，美国越来越担心西班牙在北美的野心。根据1763年《巴黎条约》法国将路易斯安那讓與给西班牙 加上西属佛罗里达，西班牙控制密西西比河流域，实际上阻止美国向南部和西部的扩张。
通过外交努力来解决这一问题，其中包括1795年的《平克尼条约》《平克尼条约》对阻止美国殖民者进入西属路易斯安那几乎没有任何作用；到1800年，近40万或7.3%的美国人生活在外阿巴拉契亚领土，包括肯塔基州和田纳西州  该地区经济发展需要密西西比河的通航，而美国更倾向于接受一个软弱的西班牙作邻居，而非一个在南部边界上侵略性和强大的法国。
法国驻扎在美国的特工进行军事调查，以确定如何最好保卫路易斯安那，特工行迹的被发现导致美国议会通过1798年的《外侨和煽动叛乱法案》
1799年初，一个委员会授权与法国谈判，正式终止1778年的同盟，确认美国中立，同意赔偿航运损失，结束美法短暂冲突。法国的动机更为复杂；拿破仑1799年11月成立的執政府想要重建北美帝国，路易斯安那则作为加勒比地区法国制糖岛屿的供应基地。然而，必须首先重夺海地 、瓜德罗普和马提尼克，这使得与美国的和平至关重要，至少是暂时的和平。

## 内容
1799年初，由威廉·万斯·默里、奥利弗·埃尔斯沃思和威廉·理查森·戴维 组成的委员会获得批准，但联邦党和民主共和党之间的争端推迟他们抵达巴黎的时间，直到1800年3月美方代表才抵达。 即便那样，正式的讨论直到4月才开始，谈判进展缓慢；拿破仑的副手兼外交部长塔列朗并不着急，该公约是一个复杂的谈判网络的一部分，包括从西班牙转移路易斯安纳。
主要问题是美国要求2000万美元赔偿航运损失，法国认为只有在1778年的条约仍然有效时才适用给与赔偿金。由于美国已经废除这两个条约，他们的立场是要么美方确认既有条约并获得赔偿，要么坚持签署新的条约，但美方没有承认既有条约。
到1800年7月，法国的战略地位比1799年中期，美方委员会首次获得授权时要强得多。拿破仑牢牢控制着政府，而俄国在法国的非正式支持下，建立武装中立联盟以积极抵制英国在中立船只上搜寻违禁品的政策。拿破仑在6月的马伦戈战役中战胜奥地利，使第二联军战争的胜利偏向法国；12月的另一次胜利迫使奥地利在1801年2月的《伦维尔条约》中同法国讲和。
尽管美国同意赔偿其本国公民所要求的2000万美元的损害赔偿金，随着委员会意识到达成协议的紧迫性越来越高，公约第二条以“推迟讨论”赔偿问题而获得妥协，但在这一问题得到解决之前搁置1778年的两条约，而直到1915年美方继承人得到390万美元的和解金作为最终解决。 作为回报，塔列朗以确认“自由贸易、自由货物、护航自由”的原则的方式，撤销先前的政策；尽管与法国支持武装中立联盟有关，但这对委员会来说是意外的收获 该公约于1800年9月30日签署，但国会关于第二条的争论意味着该公约直到1801年12月21日才得到完全批准。

## 后续

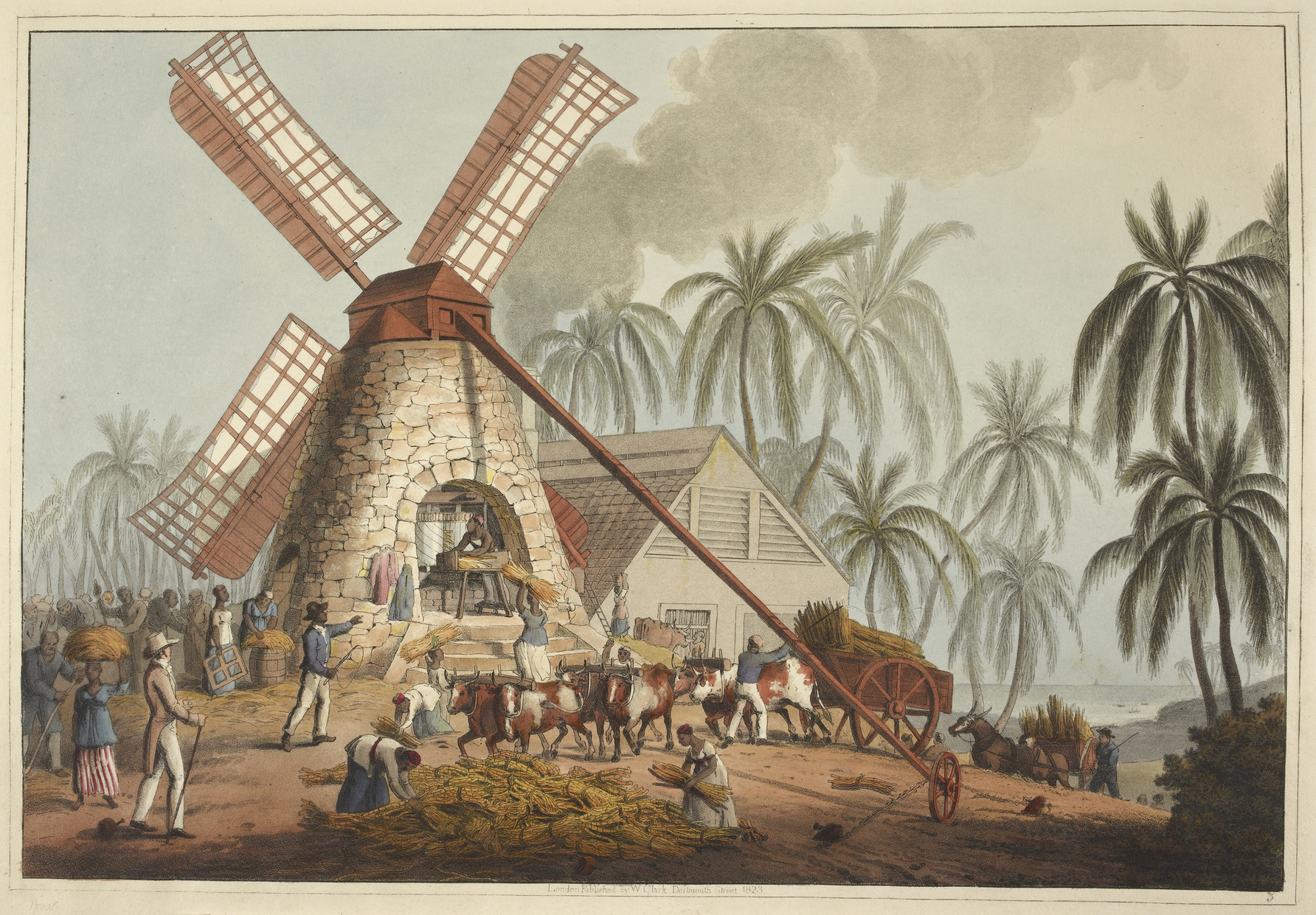
加勒比的糖种植园，1823年；法国在北美的经济目的是谈判的关键动机

该公约当时在美国普遍被视为对美国不利，特别是赔偿问题直到1915年才最终解决。  公约也未能解决针对法国在北美目标的担忧；查尔斯·平克尼，美国驻西班牙大使， 被指令从西班牙收购路易斯安那和佛罗里达，但平克尼未能实现。然而，现代历史学家认为，当美国还没有强大到足以实现其商业独立，通过结束与法国的争端推进了路易斯安那购地。
法国和英国为结束第二次反法同盟战争而进行的谈判始于1801年底，最终促成1802年3月的《亚眠条约》，这份条约给欧洲带来了暂时的和平。1801年12月，一支法国远征军登陆圣多明各；不久之后，美国终于获悉《阿兰胡埃兹条约》的细节，在这份条约中西班牙同意将路易斯安那移交给法国
法国的野心很明显，在圣多明各有两万至三万名老兵，这使他们拥有执行这项政策的能力。 然而，这次探险到1802年10月被证明是一次灾难性的失败；拿破仑的妹夫，将军查尔斯·莱克莱尔和他的许多部下一起死于黄热病。 失去糖岛，路易斯安那就无关紧要了，而法国和英国又再次陷于敌对；在1803年4月的路易斯安那购地中，美国以1500万美元获得了这片领土，包括法国对美国1796-1800年航运损失补偿的1800万法郎。
从长远来看，此公约反映了两条跟今天美国仍具有相关性的两条政策，第一条是普遍反对“外国干涉”；美国直到150年后才同意另一个同盟条约《联合国宣言》。第二个政策是延迟批准；国会不受代表美国利益的官方代表所达成协议所约束，此原则几乎是美国独有的，其他例子包括1919年参议院拒绝了伍德罗·威尔逊国际联盟协议。

## 脚注
1. ↑  美方拒绝使用 “条约”
2. ↑  Political sensitivities on both sides meant this was small-scale and informal but it included the sale of naval stores and munitions to the US, a shared signal system and allowing merchantmen to join each other's convoys for safety.
3. ↑  This was compensation for Spanish concessions to Britain elsewhere.
4. ↑  Also known as the Treaty of San Lorenzo.
5. ↑  Later recognised as the independent state of Haiti
6. ↑  Sugar was immensely profitable and the islands producing it extremely valuable; prior to the 1763 Peace of Paris, there was intense debate in Britain as to whether to return the French possession of Quebec or Guadeloupe.
7. ↑  Not to be confused with his cousin CC Pinckney, Ambassador to France during the XYZ Affair.
8. ↑  In 1802, apart from militia the US had no standing army, while the Navy consisted of 5,400 sailors and marines.
9. ↑  An estimated 15,000–22,000 out of 30,000, many experienced veterans.

## 资源
- Causten, James H; A Sketch of the Claims of Sundry American Citizens: On the Government of the United States for Indemnity; For Depredations Committed on Their Property by the French Prior to the 30th September, 1800; Which Were Acknowledged by France and Voluntarily Surrendered to Her by the United States; (First published 1836, Forgotten Books, 2017);
- Cox, Henry Bartholomew; A Nineteenth-Century Archival Search: The History of the French Spoliation Claims Papers; (National Historical Publications Commission, 1970);
- DeConde, Alexander; The Quasi-War: The Politics and Diplomacy of the Undeclared War with France, 1797–1801 (1966);
- Hastedt, Glenn; Encyclopedia of American Foreign Policy; (Facts on File, 2004);
- Hyneman, Charles; "Neutrality during the European Wars of 1792–1815: America's Understanding Of Her Obligations"  The American Journal of International Law, (1930);
- Kemp, Roger (ed); Documents of American Democracy; (McFarland & Co, 2010);
- Lyon, Wilson E. "The Franco-American Convention of 1800" Journal of Modern History 1940);

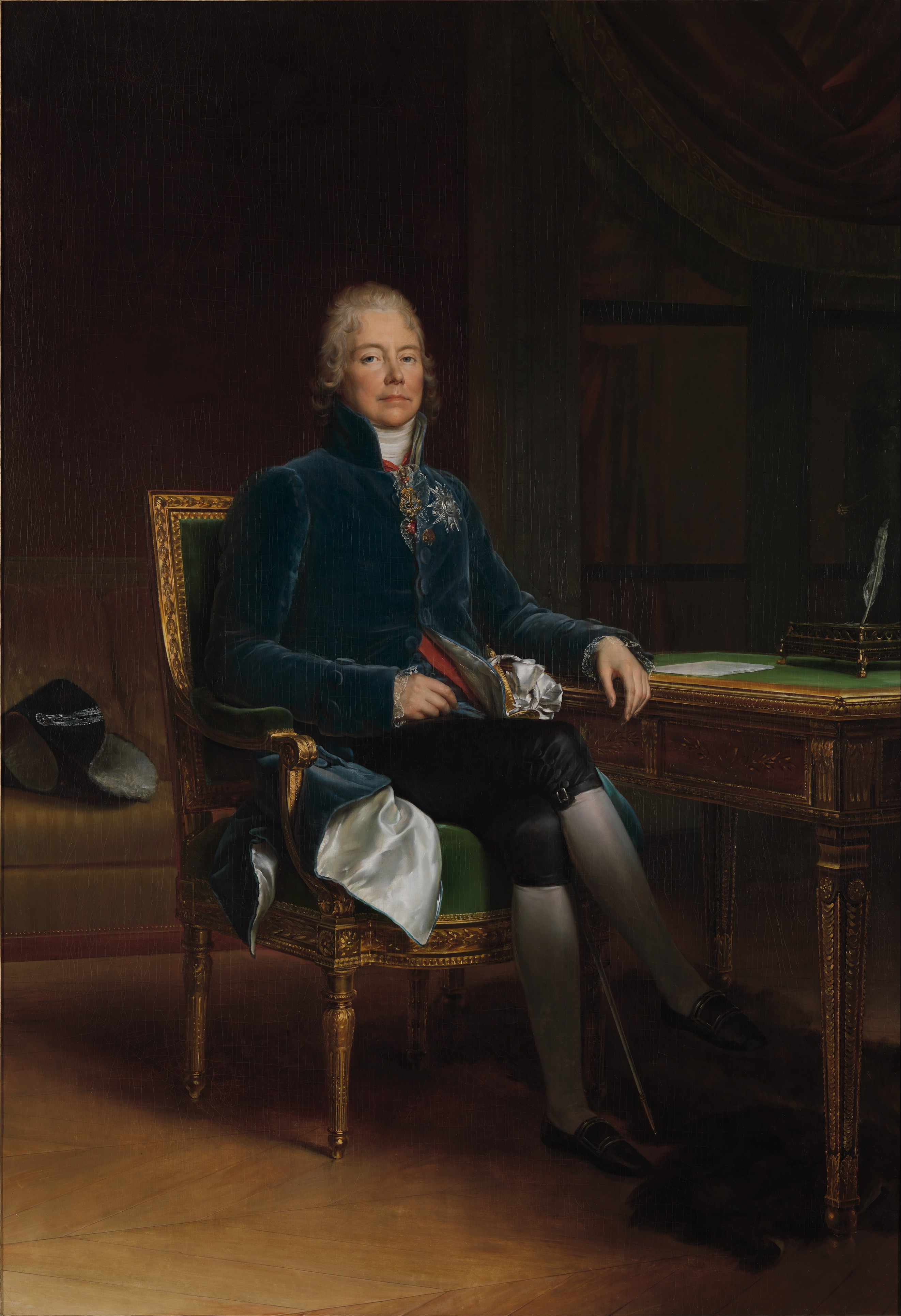
1754年至1838年；《1800年公约》是他作为外交部长协调的条约网络的一部分

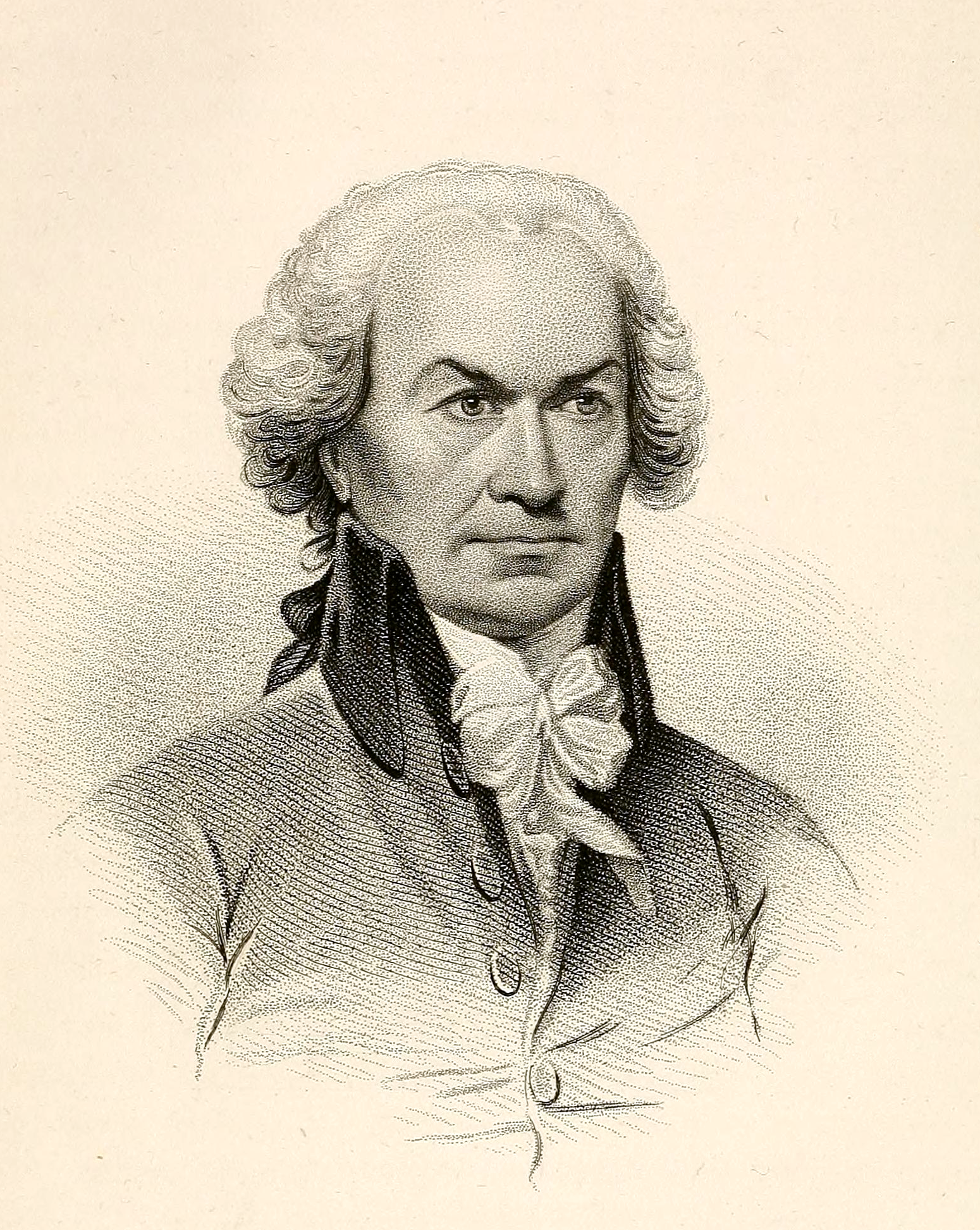
奥利弗·埃尔斯沃思,美国委员会成员

- Hill, Peter P. William Vans Murray, Federalist diplomat: the shaping of peace with France, 1797–1801 (1971)
- Rodriquez, Junius; The Louisiana Purchase: A Historical and Geographical Encyclopedia; (ABC-CLIO, 2002);
- Rohrs, Richard C; The Federalist Party and the Convention of 1800; (Journal of Diplomatic History, July 1988);
- Smith, James Morton; Freedom's Fetters: Alien and Sedition Laws and American Civil Liberties; (Cornell University Press, 1966);
- Varg, Paul A;  Foreign policies of the founding fathers (1963) pp 117–44 online free